# Anora
Anora er en amerikansk film fra 2024 af Sean Baker.

## Medvirkende
- Mikey Madison som Ani
- Mark Eydelshteyn
- Yura Borisov
- Karren Karagulian
- Vache Tovmasyan
- Ivy Wolk
- Luna Sofia Miranda